# Reto U. Schneider
Reto U. Schneider (* 1963 in Solothurn) ist ein Schweizer Wissenschaftsjournalist.
Schneider absolvierte nach seinem Studium der Elektrotechnik an der ETH Zürich und zwei Jahren als Elektroingenieur bei Ascom die Ringier-Journalistenschule. Er besuchte als EICOS-Fellow das Max-Planck-Institut für Biochemie in Martinsried sowie als Knight-Science-Journalism-Fellow das Massachusetts Institute of Technology in Cambridge.
Nach mehrjähriger Berufstätigkeit als freier Journalist sowie als Ressortleiter Wissenschaft für das Nachrichtenmagazin Facts aus dem Hause Tamedia trat er 1999 in die Redaktion des NZZ Folio ein, dessen stellvertretender Redaktionsleiter er seit 2006 ist.
Seine im NZZ Folio erschienenen Kolumnen veröffentlichte er 2004 im Sammelband «Das Buch der verrückten Experimente», das in acht Sprachen übersetzt und in Deutschland als «Wissenschaftsbuch des Jahres» (Bild der Wissenschaft) ausgezeichnet wurde. 2009 erschien von ihm «Das neue Buch der verrückten Experimente».
Unter den weiteren Preisen, die Schneider erhalten hat, befinden sich der «Helmut-Schmidt-Journalistenpreis» (2007 für einen Artikel über Verkaufspsychologie), der «Prix Media» der Schweizerischen Akademie für Naturwissenschaften (2004 für einen Artikel über ein Tierasyl für ehemalige Versuchsaffen), der cogito-Preis (2010), der Hofschneider-Recherchepreis (2012) und der Georg von Holtzbrinck Preis für Wissenschaftsjournalismus (2014). 2018 erhielt Schneider den Helmut-Sontag-Preis. Zudem wurde er viermal als «Schweizer Wissenschaftsjournalist des Jahres» gewählt.
Von 2001 bis 2005 präsidierte er den Schweizer Klub für Wissenschaftsjournalismus.
Reto Schneider lebt mit seiner Frau und seinem Sohn in Zürich.

## Veröffentlichungen
- Planetenjäger: Die aufregende Entdeckung fremder Welten. Birkhäuser Verlag, Basel [u. a.] 1997, ISBN 3-7643-5607-3.
- Das Buch der verrückten Experimente. Bertelsmann, München 2004, ISBN 3-570-00792-8.
- Das neue Buch der verrückten Experimente. Bertelsmann, München 2009, ISBN 978-3-570-01071-6.
- Die Kunst des klugen Streitgesprächs. Kösel, München 2023, ISBN 978-3-466-34801-5.